# Harzweilerkopf
Der Harzweilerkopf – alternativ Harzweiler Kopf geschrieben – ist ein 415 Meter hoher  Berg im Pfälzerwald. 

## Geographie

### Lage
Der Berg befindet sich auf der Gemarkung der Ortsgemeinde Battenberg. Nordöstlich erstreckt sich die 361 m hohe Pickelhaube und weiter südlich der Mittelberg (400,1 m). Entlang seines Südostfußes erstreckt sich das Krumbachtal.

### Naturräumliche Zuordnung
1. Großregion 1. Ordnung: Schichtstufenland beiderseits des Oberrheingrabens
2. Großregion 2. Ordnung: Pfälzisch-Saarländisches Schichtstufenland
3. Großregion 3. Ordnung: Pfälzerwald
4. Region 4. Ordnung (Haupteinheit): Mittlerer Pfälzerwald
5. Region 5. Ordnung: Leininger Sporn

## Bauwerke
An seinem Südosthang befindet sich das Jägerkreuz.

## Archäologie
In den 1960er Jahren wurden archäologische Artefakte auf dem Berg gefunden- Dabei handelt es sich um die ältesten steinzeitlichen Werkzeuge, die bislang in der Pfalz gefunden wurde.

## Tourismus
Über den Berg verlaufen die zweite Etappe des Prädikatswanderwegs Pfälzer Weinsteig, der als Rundwanderweg angelegte Leininger Burgenweg sowie ein Weg, der mit einem weiß-blauen Balken markiert ist, der von Battenberg bis nach Wörth am Rhein führt.